# Помаранче
Помаранче (итал. Pomarance) је насеље у Италији у округу Пиза, региону Тоскана.
Према процени из 2011. у насељу је живело 3065 становника. Насеље се налази на надморској висини од 354 м.

## Становништво
Према резултатима пописа становништва 2011. у општини је живело 5.845 становника.
| 1931. | 1936. | 1951. | 1961. | 1971. | 1981. | 1991. | 2001. | 2011. |
| ----- | ----- | ----- | ----- | ----- | ----- | ----- | ----- | ----- |
| 8.035 | 8.378 | 9.371 | 9.719 | 8.175 | 7.662 | 7.120 | 6.323 | 5.845 |